# Rugby Europe Women's Championship 2023
El Rugby Europe Women's Championship (Campeonato Europeo de Rugby Femenino) del 2023 fue la vigésimo sexta edición del torneo femenino europeo de rugby.

## Equipos participantes
- Selección femenina de rugby de España
- Selección femenina de rugby de Países Bajos
- Selección femenina de rugby de Suecia

## Desarrollo

### Tabla de posiciones
| Pos. | Equipo       | Encuentros | Encuentros | Encuentros | Encuentros | Tantos  | Tantos    | Tantos     | Puntos Bonus | Puntos Totales |
| Pos. | Equipo       | jugados    | ganados    | empatados  | perdidos   | a favor | en contra | diferencia | Puntos Bonus | Puntos Totales |
| ---- | ------------ | ---------- | ---------- | ---------- | ---------- | ------- | --------- | ---------- | ------------ | -------------- |
| 1    | España       | 2          | 2          | 0          | 0          | 160     | 5         | +155       | 2            | 10             |
| 2    | Países Bajos | 2          | 1          | 0          | 1          | 38      | 82        | -44        | 1            | 5              |
| 3    | Suecia       | 2          | 0          | 0          | 2          | 17      | 128       | -111       | 0            | 0              |

Nota: Se otorgan 4 puntos al equipo que gane un partido y 2 al que empate
Puntos Bonus: 1 punto por convertir 4 tries o más en un partido y 1 al equipo que pierda por no más de 7 tantos de diferencia

### Partidos
| 12 de febrero de 2023 | Países Bajos | 38 - 12 | Suecia |  |  |
|                       |              | Reporte |        |  |  |

| 19 de febrero de 2023 | España | 70 - 0  | Países Bajos |  |  |
|                       |        | Reporte |              |  |  |

| 25 de febrero de 2023 | España | 90 - 5  | Suecia |  |  |
|                       |        | Reporte |        |  |  |